# Éri Péter
Éri Péter (Budapest, 1953. november 11. – 2023. október 15.) Kossuth-, Liszt- és Martin György-díjas magyar népzenész.

## Életpályája
Nevelőapja, Martin György tánc- és zenefolklorista által a néptánccal már gyermekkorában szoros kapcsolatba került, mivel nevelőapja már kicsi gyermekkora óta gyűjtőútjaira is rendszeresen magával vitte, ezáltal találkozhatott a népzene, néptánc legjobb falusi mestereivel is. A zenét autodidakta módon tanulta, a kalotaszegi legényes táncot már tízéves korában ismerte, 14 éves korában lett a Bartók Béla néptáncegyüttes szólistája, 1975-től pedig a Sebő együttes nagybőgőse, később a VDSZ Bartók Béla Táncegyüttesnek alapító tagja lett. Mestere Timár Sándor, a Bartók Béla Táncegyüttes 1958-as megalapítója volt, de idős falusi táncosoktól is sokat tanult.
Tanulmányait az Eötvös Loránd Tudományegyetem (ELTE) angol-román-néprajz szakán végezte.
1978-ig a Muzsikás együttes rendszeres vendégzenésze, 1978-tól pedig az együttes rendes tagja; brácsán, kontrán, különböző furulyákon és mandolinon zenélt, énekelt, egyúttal az együttes hangmérnöke, a népzeni feldolgozások szerzője, a Magyar Rádió rendszeres népzenei műsorának szerkesztője és készítője is volt.
Éri Pétert a Muzsikás együttes tagjaként 1995-ben Liszt Ferenc-díjjal tüntették ki, majd a népművészet területén végzett kiemelkedő tevékenysége elismeréseként Martin György-díjat is megkapta.  
1999-ben a Muzsikás együttes a magyar hagyományos népzene hazai és nemzetközi népszerűsítésében végzett állhatatos tevékenységéért, művészi munkásságáért megkapta a Kossuth-díjat is.

## Díjai
- Liszt Ferenc-díj – 1995.
- Kossuth-díj – 1999.
- Martin György-díj – 2023.